# Pähkänsaari
Pähkänsaari är en ö i Finland. Den ligger i vattendraget Pitkä-Kymi och i kommunen Kouvola i den ekonomiska regionen  Kouvola ekonomiska region  och landskapet Kymmenedalen, i den södra delen av landet, 110 km nordost om huvudstaden Helsingfors. Öns area är 2,6 hektar och dess största längd är 280 meter i nord-sydlig riktning.  Pähkänsaari ligger i sjön Muhjärvi.